# روابط ارمنستان و مجارستان
روابط ارمنستان و مجارستان (انگلیسی: Armenia–Hungary relations) روابط دوجانبه ارمنستان و مجارستان است. ارمنستان از طریق سفارت خود در وین، اتریش، و کنسولگری افتخاری در بوداپست، مجارستان در این کشور نمایندگی دارد. مجارستان از طریق سفارت خود در تفلیس گرجستان و کنسولگری افتخاری در ایروان ارمنستان در ارمنستان نمایندگی دارد. هر دو کشور عضو شورای اروپا هستند.